# آرتو تولسا
آرتو تولسا (فنلاندی: Arto Tolsa؛ ۹ اوت ۱۹۴۵ – ۳۰ مارس ۱۹۸۹) بازیکن فوتبال اهل فنلاند بود.
از باشگاه‌هایی که در آن بازی کرده‌است می‌توان به باشگاه فوتبال کوتکان تیووائن پالویلیات اشاره کرد.
وی همچنین در تیم ملی فوتبال فنلاند بازی کرده‌است.